# Мерапи
Мерапи (јав. Gunung Merapi) је планина и активни стратовулкан на индонежанском острву Јави, удаљен 28 km северно од града Јогјакарте, на граници провинција Централне Јаве и Специјалног региона Јогјакарте. На хиљаде људи живи на боковима вулкана, у селима која се простиру до 1700 m изнад нивоа мора. У светлу опасности које Мерапи представља за насељена подручја, означен је као један од вулкана Декаде.
Мерапи је најактивнији вулкан у Индонезији са редовним ерупцијама од 1548. године, од којих по значају и фаталним исходима треба поменути оне из 1994. (страдало 64 особе), затим 2006. (5.000 жртава и око 200.000 људи остало без дома) и октобра 2010. (око 25 страдалих особа).
Све ерупције по правилу пратио је земљотрес. Дана 25. октобра 2010. у поподневним часовима, Мерапи је еруптирао лаву, која је потекла низ његове јужне и југоисточне падине. Сутрадан је пронађено 18 настрадалих особа у близини, а тај број до 27. октобра повећао се на 25. Укупно 353 људи страдало је током наредног месеца, док је 350.000 било принуђено да напусти своје домове.. Највећу штету нанели су пирокластични токови. Дана 4. новембра јака киша узроковала је појаву лахара, који су изазвали додатну штету. Већина пукотина престала је да еруптира до 30. новембра, а четири дана касније званични степен опасности је снижен. Током ових ерупција промењен је карактеристичан облик Мерапија, са његовом висином смањеном за 38 m на 2.930 m.
Од 2010. године, Мерапи је имао неколико мањих ерупција, од којих треба поменути две фреатске ерупције које су се догодиле 18. новембра 2013. и 11. маја 2018. Током прве и веће од њих, изазване комбинацијом падавина и унутрашње активности, јавиле су се димне перјанице које су достигле висину од 2.000 m. Од почетка 2020. године било је неколико малих ерупција,, које су од великог интереса за вулканологе.
Вулкан Мерапи је један од бројних националних паркова у Индонезији. Значајан је у јаванској култури као религиозно место. Његово име у преводу са јаванског језика значило би „Ватрена планина“.